# Funny Face (musical)
Funny Face è un musical del 1927 composto da George Gershwin, su liriche di Ira Gershwin, e libretto di Fred Thompson e Paul Gerard Smith.
All'inizio chiamato Smarty, venne messo in scena a Filadelfia in economia l'11 ottobre 1927, e Robert Benchley che aveva contribuito alla scrittura dei testi uscì dalla produzione. 
Dopo un rifacimento dei testi, venne messo in scena a Washington il 31 ottobre, Atlantic City il 7 novembre, Wilmington il 14 novembre ed a New York il 22 novembre, come Funny Face, dove ebbe più successo. La produzione venne poi spostata a Londra.

## Produzione di Broadway
Andò in scena all'Alvin Theatre il 22 novembre 1927, e tenne il cartellone per 244 recite. Venne diretto da Edgar MacGregor, con coreografie di Bobby Connolly.

### Cast
- Fred Astaire: Jimmy Reeve
- Adele Astaire: Frankie Wynn
- William Kent: Dugsie Gibbs
- Victor Moore Herbert
- Allen Kearns: Peter Thurston
- Gertrude McDonald: June
- Betty Compton: Dora
- Earl Hampton: Chester

## Film del 1957
Con Fred Astaire e Audrey Hepburn, il film "Funny Face" comprendeva soltanto quattro canzoni tratte dal musical, e la trama era completamente diversa.

## Canzoni
Atto 1
- Birthday Party - Dora, June and Guests
- Once - Dugsie Gibbs, Dora and Ensemble
- Funny Face - Frankie and Jimmy Reeve
- High Hat - Jimmy Reeve and Boys
- 'S Wonderful - Frankie and Peter Thurston
- Let's Kiss and Make Up - Frankie, Jimmy Reeve and Ensemble
- Come Along, Let's Gamble - Entire Company

Atto 2
- In the Swim - Girls
- He Loves and She Loves - Frankie and Peter Thurston
- Tell the Doc - Dugsie Gibbs and Girls
- My One and Only (What I Am Gonna Do?) - Jimmy Reeve, June, Dora and Girls
- Sing a Little Song - Pianists, Ritz Quartette, and Boys
- My One and Only (What Am I Going to Do?) (Reprise) - Dora, June and Chorus
- The Babbit and the Bromide - Frankie and Jimmy Reeve